# غيل غارنت
غيل غارنت (بالإنجليزية: Gale Garnett)‏ (17 يوليو 1942، أوكلاند في نيوزيلندا)؛ كاتِبة، مغنية، ممثلة وروائية أمريكية.

## روابط خارجية
- غيل غارنت على موقع IMDb (الإنجليزية)
- غيل غارنت على موقع ألو سيني (الفرنسية)
- غيل غارنت على موقع ميوزك برينز (الإنجليزية)
- غيل غارنت على موقع أول موفي (الإنجليزية)
- غيل غارنت على موقع قاعدة بيانات الأفلام السويدية (السويدية)
- غيل غارنت على موقع إن إن دي بي (الإنجليزية)
- غيل غارنت على موقع أول ميوزيك (الإنجليزية)
- غيل غارنت على موقع ديسكوغز (الإنجليزية)
- غيل غارنت على موقع قاعدة بيانات الفيلم (الإنجليزية)
- غيل غارنت على موقع كينوبويسك (الروسية)